# Eunos
Eunos (japansk: ユーノス; udtalt [ju:nos]) var et bilmærke lavet af den japanske bilfabrikant Mazda. Mærket eksisterede i årene 1989 til 1999 og blev kun markedsført i Australien, Japan og ASEAN-staterne.

## Modeller
- Eunos 100 (sportscoupé, 1989−1994)
- Eunos 300 (sedan, 1989−1992)
- Eunos 30X (sportscoupé, 1991−1993)
- Eunos 500 (sedan, 1992−1999)
- Eunos 800 (sedan, 1993−1997)
- Eunos Cargo Wagon (minivan, 1990−1993)
- Eunos Cosmo (sportscoupé, 1990−1996)
- Eunos Presso (sportscoupé, 1991−1998)
- Eunos Roadster (roadster, 1989−1996)